# Sebastian Steinfartz
Sebastian Steinfartz (* 26. Januar 1971 in Wolfsburg) ist ein deutscher Biologe und Hochschullehrer.

## Leben
Steinfartz studierte von 1993 bis 1998 Biologie an der Technischen Universität Braunschweig und der Universität München. 2003 wurde er an der Universität Köln in Biologie promoviert. In den folgenden Jahren hatte er an verschiedenen Hochschulen Stellen im Bereich Zoologie, Evolution und Ökologie inne. 2003 bis 2004 war er Assistent an der Abteilung Evolutionsgenetik der Universität Köln, 2004 bis 2005 Postdoc an der Yale University, von 2005 bis 2009 Mitarbeiter an der Universität Bielefeld. Er vertrat von April 2009 bis September 2010 eine Professur für Molekulare Zoologie an der Universität Siegen. Von 2007 bis 2013 war er Gruppenleiter und Assistenzprofessor für Molekulare Ökologie und Verhalten an der Universität Bielefeld, 2013 bis 2019 Gruppenleiter und Assistenzprofessor für Molekulare Ökologie an der TU Braunschweig. Seit 2019 ist er Gruppenleiter und Professor für Molekulare Ökologie und Systematik der Tiere an der Universität Leipzig.

## Forschung und Lehre
Seine Forschungsschwerpunkte sind molekulare und verhaltensbiologisch relevante Aspekte der Artbildung, Naturschutzgenetik, Evolution von Verhalten sowie Stammesgeschichte und Systematik der Salamander. Er ist einer der Erstbeschreiber der Gattung Lyciasalamandra und der Art Südspanischer Feuersalamander (Salamandra longirostris). Seine Forschungen belaufen sich auf die Micro-Biologie.